# Kabinet-Pourier II
Het kabinet-Pourier II was van 31 maart 1994 tot 15 juni 1998 het negentiende kabinet van de Nederlandse Antillen. Onder leiding van de informateur en formateur, Miguel Pourier van de PAR, werd een regeerakkoord gesloten tussen de partijen PAR, MAN, SPA, PDB, DP Sint Eustatius en WIPM. Pourier werd premier voor de tweede keer. Eind 1997 stapte de PDB uit de coalitie; het kabinet hield stand daar het nog op een meerderheid kon rekenen in de Staten van de Nederlandse Antillen.

## Samenstelling
Het kabinet bestond uit zeven ministers en drie staatssecretarissen. Door de nieuwe partij PAR werden vijf ministers en een staatssecretaris geleverd en door de MAN een minister. De eilanden Sint Maarten en Bonaire leverden elk een minister, terwijl de kleine Bovenwindse eilanden, Saba en Sint Eustatius, elk een staatssecretaris leverden. De gevolmachtigd minister was afkomstig van de PAR.
| Ministers / Ministerie                                                    | Ambtsbekleders        | Partij     | Termijn                        |
| ------------------------------------------------------------------------- | --------------------- | ---------- | ------------------------------ |
| Minister-President en tevens Minister van Algemene Zaken                  | Miguel Pourier        | PAR        | 31 maart 1994 - 15 juni 1998   |
| Minister van Financiën                                                    | Etienne Ys            | PAR        | 31 maart 1994 - 14 juli 1995   |
| Minister van Financiën                                                    | Harold Henriquez      | PAR        | 17 juli 1995 - 15 juni 1998    |
| Minister van Justitie                                                     | Pedro Atacho          | PAR        | 31 maart 1994 - 24 maart 1998  |
| Minister van Justitie                                                     | Mike Willem           | PAR        | 24 maart 1998 - 15 juni 1998   |
| Minister van Onderwijs, Cultuur en Sport                                  | Martha Dijkhoff       | PAR        | 31 maart 1994 - 15 juni 1998   |
| Minister van Ontwikkelingssamenwerking en Vrouwenzaken                    | Edith Strauss-Marsera | PDB        | 31 maart 1994 - 15 juni 1998   |
| Minister van Arbeid en Sociale Zaken                                      | Jeffrey Corion        | partijloos | 31 maart 1994 - 16 juli 1996   |
| Minister van Arbeid en Sociale Zaken                                      | Mike Willem           | PAR        | 16 juli 1996 - 15 juni 1998    |
| Minister van Verkeer en Vervoer en Economische Zaken, tevens vice-premier | Leo Chance            | SPA        | 31 maart 1994 - 15 juni 1998   |
| Minister van Volksgezondheid en Milieuzaken                               | Stanley Inderson      | MAN        | 31 maart 1994 - augustus 1996  |
| Minister van Volksgezondheid en Milieuzaken                               | Beatriz Doran-Scoop   | MAN        | augustus 1996 - 15 juni 1998   |
| Staatssecretarissen/Ministerie/Portefeuille                               | Ambtsbekleders        | Partij     | Termijn                        |
| Staatssecretaris van Algemene Zaken belast met personeelszaken            | Harold Arends         | PAR        | 31 maart 1994 - 15 juni 1998   |
| Staatssecretaris van Algemene Zaken belast met Constitutionele Zaken      | Nora Sneek            | DP         | 31 maart 1994 - 2 januari 1997 |
| Staatssecretaris van Algemene Zaken belast met Constitutionele Zaken      | Ralph Berkel          | DP         | 2 januari 1997 - 15 juni 1998  |
| Staatssecretaris van Economische Integratie                               | Daniel Hassell        | WIPM       | 31 maart 1994 - 15 juni 1998   |
| Gevolmachtigd minister                                                    | Ambtsbekleders        | Partij     | Termijn                        |
| Gevolmachtigd minister in Den Haag                                        | Carel de Haseth       | PAR        | 1 mei 1994 - 1 juli 1998       |

Jonckheer I · 
Jonckheer II · 
Jonckheer III · 
Jonckheer IV · 
 Sprockel · 
Petronia ·
Isa-Beaujon · 
Evertsz · 
Rozendal ·
Pourier I ·
Martina I ·
Martina II ·
Martina III ·
Liberia-Peters I ·
Martina IV ·
Liberia-Peters II ·
Liberia-Peters III ·
Paula · 
Pourier II ·
Römer ·
Pourier III ·
Ys I ·
Godett ·
Ys II ·
de Jongh-Elhage I ·
de Jongh-Elhage II ·